# Coleophoma
Coleophoma is een geslacht van schimmels uit de familie Dermateaceae. De typesoort is Coleophoma crateriformis.

## Soorten
Volgens Index Fungorum telt het geslacht 38 soorten (peildatum december 2022):
| Soortnaam                    | Auteur(s)                                                     | Publicatiejaar |
| ---------------------------- | ------------------------------------------------------------- | -------------- |
| Coleophoma apatela           | (Allesch.) Aa                                                 | 2002           |
| Coleophoma armeriae          | (Allesch.) Aa                                                 | 2002           |
| Coleophoma asari             | H. Ruppr.                                                     | 1958           |
| Coleophoma caliginosa        | (Cheew., Summerell & Crous) Crous                             | 2016           |
| Coleophoma camelliae         | Crous                                                         | 2016           |
| Coleophoma caseariifolii     | Bat., Cavalc. & C.T. Vasconc.                                 | 1964           |
| Coleophoma chamaebuxi        | (Allesch.) Höhn.                                              | 1925           |
| Coleophoma coptospermatis    | Crous                                                         | 2016           |
| Coleophoma crateriformis     | (Durieu & Mont.) Höhn.                                        | 1907           |
| Coleophoma cylindrospora     | (Desm.) Höhn.                                                 | 1919           |
| Coleophoma cylindrosporica   | Bat., J.L. Bezerra & C.T. Vasconc.                            | 1964           |
| Coleophoma drimydis          | Petr.                                                         | 1992           |
| Coleophoma empetri           | (Rostr.) Petr.                                                | 1929           |
| Coleophoma ericae            | Höhn.                                                         | 1920           |
| Coleophoma ericicola         | Crous                                                         | 2016           |
| Coleophoma eucalypti         | Z.Q. Yuan                                                     | 1996           |
| Coleophoma eucalypticola     | Crous                                                         | 2016           |
| Coleophoma eucalyptigena     | Crous & R.K. Schumach.                                        | 2020           |
| Coleophoma eucalyptorum      | Crous & Summerell                                             | 2011           |
| Coleophoma fusiformis        | W.P. Wu, B. Sutton & Gange                                    | 1996           |
| Coleophoma gelsemii          | (Ellis & Everh.) Aa                                           | 2002           |
| Coleophoma laurocerasi       | (Desm.) Höhn.                                                 | 1925           |
| Coleophoma maculiformis      | (Cooke & Harkn.) Petr.                                        | 1957           |
| Coleophoma mangiferae        | S. Ahmad                                                      | 1954           |
| Coleophoma nitidula          | Höhn.                                                         | 1925           |
| Coleophoma paracylindrospora | Crous                                                         | 2016           |
| Coleophoma parafusiformis    | Crous                                                         | 2016           |
| Coleophoma podocarpi         | Crous                                                         | 2020           |
| Coleophoma proteae           | Crous                                                         | 2012           |
| Coleophoma prunicola         | J.X. Duan, W.P. Wu & Xin Z. Liu                               | 2007           |
| Coleophoma rhododendri       | Syd.                                                          | 1936           |
| Coleophoma rosacearum        | Höhn.                                                         | 1924           |
| Coleophoma sagarensis        | S. Bhardwaj, J. Surywanshi, A. Dubey, A.D. Khalkho & A.N. Rai | 2020           |
| Coleophoma sandwicensis      | Petr.                                                         | 1953           |
| Coleophoma soldanellae       | Petr.                                                         | 1955           |
| Coleophoma taxi              | (Petr.) Nag Raj                                               | 1978           |
| Coleophoma tylophorae        | Morim.                                                        | 1956           |
| Coleophoma xanthosiae        | Crous                                                         | 2016           |